# Spionen (film, 2019)
Spionen är en norsk verklighetsbaserad film om den norska skådespelerskan Sonja Wigert, som under andra världskriget även arbetade aktivt som spion.
Filmen har regisserats av svenske Jens Jonsson och är inspirerad av Iselin Theiens bok "Sonja Wigert". Manuset är skrivet av författarna Harald Rosenløw Eeg och Jan Trygve Røyneland och huvudrollen som Sonja Wigert spelas av Ingrid Bolsø Berdal.
Filmen hade norsk biopremiär den 18 oktober 2019. Biopremiären i Sverige var den 25 januari 2020 under Göteborgs filmfestival.

## Handling
Handlingen börjar i det neutrala Stockholm 1941. Den norska filmstjärnan Sonja Wigert förälskar sig i den ungerska diplomaten Andor Gellért mitt under kriget som rasar i resten av Europa. När hon avböjer ett kulturevent i Skaugum hamnar hon på kant med själva rikskommissarien Josef Terboven som svarar med att fängsla hennes far. Sonja Wigert samarbetar med den svenska säkerhetstjänsten för att få fadern frigiven, och försöker infiltrera nazisterna i Oslo. Men hon sätter inte bara sitt eget liv på spel - snart dras även hennes livs kärlek in i hennes nya liv som spion.

## Rollista (urval)
| Ingrid Bolsø Berdal | – Sonja Wigert            |
| Rolf Lassgård       | – Thorsten Akrell         |
| Damien Chapelle     | – Andor Gellért           |
| Alexander Scheer    | – Josef Terboven          |
| Erik Hivju          | – Sigvald Hansen          |
| Edvin Endre         | – Patrik Olsson           |
| Johan Widerberg     | – Baron Bernd von Gossler |
| Gitte Witt          | – Vibeke Falk ('Vipsen')  |
| Julius Feldmeier    | – Wilhelm Müller-Scheld   |
| Anders T. Andersen  | – Leif Sinding            |
| Johannes Kuhnke     | – Karl Gerhard            |
| Claes Ljungmark     | – Carl Petersén           |
| Fredrik Lycke       | – August Finke            |
| Jakob Diehl         | – Heinrich Fehlis         |
| Daan Aufenacker     | – Hans Thomsen            |
| Albin Grenholm      | – Torsten Flodén          |
| Jesper Malm         | – Henry Gleditsch         |